# Associació d'Artistes Actuals
L'Associació d'Artistes Actuals (20 de març de 1956-1965), coneguda també en castellà com la Asociación de Artistas Actuales fou una associació creada per un grup d'artistes i crítics barcelonins amb la voluntat de trencar amb la situació de marginalitat que patien les tendències post-impressionistes a Barcelona i Catalunya en la dècada dels 1950 i 1960. Complementàriament, fou creada per trobar en el sector privat el suport econòmic a les seves activitats professionals, atesa les poques facilitats que rebien de les institucions oficials.
A partir de diversos antecedents que s'inicien el juliol de 1953, l'associació es va reunir formalment i va nomenar la seva junta directiva el 16 de març de 1956, formada per Alexandre Cirici (president), Cesáreo Rodríguez-Aguilera (vicepresident), Joan Fluvià Mas (secretari), Carles Planell Viñals (vicesecretari), Santiago Surós Forn (tresorer), Jordi Mercadé Farrés (vicetresorer), Enric Planasdurà (conservador), i Joan Teixidor i Comes i Joan-Josep Tharrats (vocals).
Entre els objectius de l'entitat, la creació d'un museu d'art contemporani per a Catalunya, antecedent del que esdevindria el Museu d'Art Contemporani de Barcelona, a partir d'un projecte d'Alexandre Cirici basat en el Museu d'Art Modern de Nova York; la creació de premis artístics com el Premi Goncourt francès; i l'impuls genèric a activitats i projectes destinats a promocionar el coneixement i la difusió dels artistes catalans contemporanis, com les tretze edicions del cèlebre Saló de maig (1956-1969), que aplegaren al llarg de les seves edicions obres de més de 900 artistes de Catalunya, i també d'àmbit internacional.